# 1955-ös magyar női kosárlabda-bajnokság
Az 1955-ös magyar női kosárlabda-bajnokság a tizenkilencedik magyar női kosárlabda-bajnokság volt. Tizennégy csapat indult el, a csapatok két kört játszottak. Ettől az évtől kezdve a győzelemért két, a vereségért egy pont járt, ki nem állás esetén nem járt pont.
A Lokomotív, Postás és Előre egyesületek Törekvés, a Petőfi, Fáklya és Lendület egyesületek Bástya néven egyesültek.

## Tabella
| #   | Csapat                  | M  | Gy | V  | K+   | K-   | P  |
| --- | ----------------------- | -- | -- | -- | ---- | ---- | -- |
| 1.  | Bp. Bástya Tervhivatal  | 26 | 25 | 1  | 2009 | 1092 | 51 |
| 2.  | Bp. Vörös Meteor        | 26 | 23 | 3  | 1547 | 1038 | 49 |
| 3.  | Bp. Vörös Lobogó        | 26 | 22 | 4  | 1787 | 1327 | 48 |
| 4.  | Bp. Bástya VTSK         | 26 | 17 | 9  | 1476 | 1250 | 43 |
| 5.  | Műszaki Egyetem Haladás | 26 | 15 | 11 | 1579 | 1394 | 41 |
| 6.  | Diósgyőri Vasas         | 26 | 15 | 11 | 1248 | 1131 | 41 |
| 7.  | Bp. Törekvés            | 26 | 13 | 13 | 1211 | 1280 | 39 |
| 8.  | Bp. Bástya Pedagógus    | 26 | 12 | 14 | 1353 | 1406 | 38 |
| 9.  | Pécsi Törekvés          | 26 | 11 | 15 | 1248 | 1440 | 37 |
| 10. | Székesfehérvári Építők  | 26 | 11 | 15 | 1201 | 1328 | 37 |
| 11. | Békési Vörös Meteor     | 26 | 7  | 19 | 1116 | 1380 | 33 |
| 12. | Szombathelyi Törekvés   | 26 | 5  | 21 | 1028 | 1505 | 31 |
| 13. | Szolnoki Vörös Meteor   | 26 | 5  | 21 | 1258 | 1606 | 31 |
| 14. | VL Duna Cipőgyár        | 26 | 1  | 25 | 959  | 1843 | 27 |

* M: Mérkőzés Gy: Győzelem V: Vereség K+: Dobott kosár K-: Kapott kosár P: Pont